# Rudolf Meinecke
Rudolf Meinecke (* 24. August 1817 in Köslin; † 17. April 1905) war ein Unterstaatssekretär im Preußischen Finanzministerium.

## Leben
Meinecke studierte Rechtswissenschaft an der Rheinischen Friedrich-Wilhelms-Universität Bonn und an der Albertus-Universität Königsberg. Dort wurde er Mitglied des Corps Rhenania Bonn und der Königsberger Corpslandsmannschaft Normannia. 1839 trat er als Auskultator in den Justizdienst des Königreichs Preußen. Er wechselte 1841 als Referendar zur inneren Verwaltung und war seit 1845 bei der Regierung in Danzig und der Regierung in Magdeburg. 1848 wurde er als „Hilfsarbeiter“ (eine Art Wissenschaftlicher Assistent) in das Preußische Finanzministerium berufen. 1854 zum Regierungsrat ernannt, fungierte er zugleich als Vorsitzender der Einschätzungskommission für die Einkommensteuer in Berlin. 1859 wurde er Vortragender Rat im Finanzministerium, 1861 außerdem Mitglied der Preußischen Staatsschuldenverwaltung. Von Januar 1865 bis April 1866 nahm er an der Internationalen Finanzkommission in Kopenhagen teil. 1869 wurde er Direktor der Allgemeinen Witwenverpflegungsanstalt, 1872 Präsident der Finanzdirektion in Hannover und im Oktober desselben Jahres Direktor (1879 Unterstaatssekretär) der Etats- und Kassenabteilung des Preußischen Finanzministeriums. 1889 er in den Ruhestand. Er starb im Alter von 88 Jahren und wurde auf dem Berliner Dreifaltigkeitsfriedhof I vor dem Halleschen Tor beigesetzt. Das Grab ist nicht erhalten.

## Ehrenämter und Ehrungen
- 1873: Bevollmächtigter zum Bundesrat
- 1881: Wirkl. Geh. Rat
- 1884: Mitglied des Preußischen Staatsrats
- 1888: Präsident des Preußischen Disziplinarhofs für nichtrichterliche Beamte
- 1889: Mitglied des Kaiserlichen Disziplinarhofs